# География Ленинградской области
Ленинградская область — субъект Российской Федерации, расположенный на северо-западе европейской части страны.
Территория — 83 900 км², что составляет 0,5 % площади России. По этому показателю область занимает 39-е место в стране. С запада на восток область протянулась на 500 км, а наибольшая протяжённость с севера на юг составляет 320 км.
Граничит:
- на севере — с Республикой Карелия
- на востоке — с Вологодской областью
- на юго-востоке — с Новгородской областью
- на юге — с Псковской областью
- с Санкт-Петербургом (полуанклав)

с Европейским союзом:
- на западе — с Эстонией
- на северо-западе — с Финляндией

С запада территория области омывается водами Финского залива.

## Рельеф
Область целиком расположена на территории Восточно-Европейской (Русской) равнины. Этим объясняется равнинный характер рельефа с незначительными абсолютными высотами (в основном, 50—150 метров над уровнем моря). Территория Карельского перешейка (а особенно его северо-западной части) отличается пересечённым рельефом, многочисленными скальными выходами и большим количеством озёр. Карельский перешеек является частью Балтийского кристаллического щита. Высочайшая точка Карельского перешейка — гора Кивисюрья высотой 203 м над уровнем моря (по данным финских довоенных топографов — 205 м), расположена неподалёку от посёлка Новожилово, в урочище Каменная гора.
Низменности в основном расположены по берегам Финского залива и Ладожского озера, а также в долинах крупных рек. Основными из них являются Выборгская, Приозерская, Приладожская, Предглинтовая (Приморская), Плюсская, Лужская, Волховская, Свирская и Тихвинская.
Крупнейшими возвышенностями являются Лемболовская, Ижорская, Лодейнопольская, Вепсовская возвышенности и Тихвинская гряда. Наивысшая точка области — гора Гапсельга (291 метр над уровнем моря) — находится на Вепсовской возвышенности.
Интересным географическим объектом является Балтийско-Ладожский уступ (глинт) — высокий (до 40—60 метров) обрыв, протянувшийся более чем на 200 км с запада на восток области. Он является берегом древнего моря.

## Геологическое строение и полезные ископаемые
Территория области находится на стыке двух крупнейших тектонических структур.
Северо-запад области расположен на Балтийском кристаллическом щите, где выходят на поверхность архейские и раннепротерозойские породы. Они образовались более 600 миллионов лет назад в результате мощных вулканических извержений. Поэтому на этой территории основными полезными ископаемыми являются гранит, облицовочный камень и песчано-гравийный материал.
На южных берегах Финского залива и Ладожского озера в кембрийский период (около 500 миллионов лет назад) сформировались мощные толщи осадочных пород (синих глин с прослойками песчаников).
Приблизительно 400 миллионов лет назад, в ордовикский период, произошло образование оболовых песчаников, содержащих месторождения фосфоритов и горючих сланцев (запад области). На юге области на поверхность выходят породы девонского периода.
В восточной части области близко к поверхности находятся породы, образовавшиеся в Каменноугольный период. Там присутствуют месторождения бокситов, известняков и доломитов.
Окончательно рельеф области сформировался в четвертичный период в результате четырёх оледенений и последовательно сменявших их межледниковых эпох. Поэтому на большей части области присутствуют месторождения торфа, глины и песка.
Таблица полезных ископаемых Ленинградской области:
| Месторождение | Запасы (тыс. тонн)                                    |
| --- | ----------------------------------------------------- |
| Кингисеппское месторождение фосфатных руд                                                                         | 225 357                                               |
| Ленинградское месторождение горючих сланцев (город Сланцы)                                                        | 152 573                                               |
| Радынский бокситовый рудник (Бокситогорский район)                                                                | 2135 (добыча прекращена)                              |
| Железно-марганцевые конкреции в акватории Финского залива                                                         | железная руда — 2411 марганец — 188 576               |
| Пикалёвское месторождение флюсовых известняков                                                                    | 300 000                                               |
| Сланцевское месторождение известняков                                                                             | более 9000, с месторождением «Боровня» — более 45 000 |
| Алмазные трубки                                                                                                   | промышленная добыча не ведётся                        |
| Радоновые источники у посёлка Лопухинка и Воронино                                                                | -                                                     |
| Ленинградская термальная аномалия (месторождение термальных подземных вод). Минеральные термальные воды под Лугой | -                                                     |

## Климат
Климат области атлантико-континентальный. Морские воздушные массы обусловливают сравнительно мягкую зиму с частыми оттепелями и умеренно-тёплое, иногда прохладное лето. Средняя температура января −8… −11 °C, июля +16…+19 °C. Абсолютный максимум температуры +37,8 °C, абсолютный минимум −54,8 °C. Наиболее холодными являются восточные районы, наиболее тёплыми — юго-западные.
Количество осадков за год 600—700 мм. Наибольшее количество осадков выпадает на возвышенностях, максимум — на Лемболовской. Минимальное количество осадков выпадает на прибрежных низменностях. Наибольшее количество осадков выпадает летом и осенью. Коэффициент увлажнения избыточный.
В зимний период осадки выпадают в основном в виде снега. Постоянный снежный покров появляется во второй половине октября — первой половине декабря. Сходит снег ко второй половине апреля, в тёплые вёсны - раньше.

## Гидрография
Территория области, за исключением небольшой крайне юго-восточной части, относится к бассейну Балтийского моря и имеет густую, хорошо развитую речную сеть. Общая протяжённость всех рек в Ленинградской области около 50 тыс. км. Также в области расположено 1800 озёр, в том числе Ладожское — крупнейшее в Европе. Значительная часть области заболочена.

### Реки
| Название реки | Длина (км) | Площадь бассейна (км²) |
| ------------- | ---------- | ---------------------- |
| Луга          | 353        | 13 200                 |
| Оять          | 266        | 5200                   |
| Сясь          | 260        | 7300                   |
| Паша          | 242        | 6700                   |
| Волхов        | 224        | 80 200                 |
| Свирь         | 224        | 84 000                 |
| Оредеж        | 192        | 3200                   |
| Пчёвжа        | 157        | 1970                   |
| Вуокса        | 156        | 68 700                 |
| Нарва         | 77         | 56 200                 |
| Нева          | 74         | 281 000                |

### Крупнейшие озёра
| Название озера    | Район                    | Площадь (км²) | Наибольшая глубина (м) |
| ----------------- | ------------------------ | ------------- | ---------------------- |
| Ладожское         | —                        | 17700         | 225                    |
| Онежское          | Подпорожский             | 9890          | 110                    |
| Вуокса            | Приозерский              | 95,6          | 24                     |
| Отрадное          | Приозерский              | 66            | 27                     |
| Суходольское      | Приозерский              | 44,3          | 17                     |
| Вялье-Стречно     | Гатчинский — Лужский     | 35,8          | 9                      |
| Самро             | Сланцевский — Лужский    | 40,4          | 5                      |
| Глубокое          | Выборгский               | 37,9          | 12                     |
| Комсомольское     | Приозерский              | 24,6          | 20                     |
| Вачозеро          | Подпорожский             | 17            | —                      |
| Балахановское     | Приозерский              | 15,7          | 12                     |
| Пидьмозеро        | Подпорожский             | 15,7          | —                      |
| Череменецкое      | Лужский                  | 15            | 32                     |
| Нахимовское       | Выборгский               | 14,3          | —                      |
| Сяберо            | Лужский                  | 14,2          | —                      |
| Пионерское        | Выборгский               | 13,8          | 17                     |
| Лемболовское      | Всеволожский             | 12,5          | 8,3                    |
| Савозеро          | Лодейнопольский          | 12,2          | —                      |
| Врево             | Лужский                  | 12            | 44                     |
| Любимовское       | Выборгский — Приозерский | 11,8          | —                      |
| Красногвардейское | Выборгский               | 10,6          | —                      |
| Лесогорское       | Выборгский               | 10            | —                      |
| Сегежское         | Лодейнопольский          | 10            | —                      |

## Почвы
Основным типом почв в области являются подзолистые, бедные перегноем и отличающиеся значительной кислотностью. При этом на суглинках, в низких местах с повышенным накоплением влаги, главным образом в еловых лесах, образуются сильноподзолистые почвы с мощным верхним слоем. В более высоких местах, менее благоприятных для накопления влаги, образуются среднеподзолистые почвы. На супесях и песках, плохо удерживающих влагу, в сосняках встречаются слабоподзолистые почвы. Там, где преобладает травяная растительность, — на лесных вырубках, в редких смешанных или лиственных лесах — образовались дерново-подзолистые почвы.
На территории Ижорской возвышенности, на породах, содержащих известь, которая нейтрализует кислотность и предохраняет верхний слой почвы от вымывания, сформировались дерново-карбонатные почвы. Это лучшие среди почв области: они богаче других перегноем и минеральными веществами, имеют хорошо выраженную комковатую структуру. Их также называют «северными чернозёмами».
В низинах и на плоских участках местности, при слабом стоке (плохом дренаже) атмосферных вод, вызывающем их застой на поверхности, а иногда при высоком уровне стояния грунтовых вод образуются торфянистые и болотистые почвы. Они распространены в центральной части области, на востоке Карельского перешейка, на побережье Финского залива, в Приладожье.
В некоторых местах на луговых террасах (по рекам Волхову, Луге и другим), заливаемых водой в половодье, из речных наносов образуются богатые перегноем аллювиальные почвы. Их площадь невелика.
Основными почвообразующими породами являются глины, суглинки, пески и торф.
Сельскохозяйственное использование почв области требует их искусственного улучшения.

## Растительность
Территория области расположена в зоне тайги, а именно, в её средней (на севере области) и южной подзонах (большая часть области). Отмечается переход от хвойных лесов к смешанным на юге области. Густые хвойные и смешанные лиственные леса, перемежающиеся болотами, покрывают почти 70 % территории области, служат важным сырьевым ресурсом региона и изобилуют фауной, лесным «населением», которое весьма разнообразно. В сырых местах встречаются леса из ольхи чёрной. На участках с плодородными почвами в составе лесов иногда встречаются широколиственные породы — клён остролистный, липа мелколистная, дуб черешчатый, вязы шершавый и гладкий, ясень обыкновенный, а в подлеске — лещина обыкновенная. Преимущественно в западной и южной частях области изредка можно встретить даже небольшие рощицы из широколиственных пород. В лесах области произрастают лекарственные растения и ягоды: ландыш майский, толокнянка, черника, брусника, клюква, малина, багульник, можжевельник, бессмертник песчаный, лапчатка прямостоящая. Территории, прилегающие к Санкт-Петербургу, заняты под сельское хозяйство (пашни, луга, кустарники).

## Животный мир
В области обитают главным образом лесные животные, среди которых 68 видов млекопитающих. Основными из них являются белка, хорь, куница, крот, заяц-беляк, заяц-русак, различные грызуны (полевая и лесная мыши, крыса и другие). Встречаются волк, кабан, косуля, лисица, лось, медведь, рысь, ласка, выдра, олень пятнистый, ондатра, нерпа, бобр, тюлень, норка, енотовидная собака.
В области обитает около 300 видов птиц, основными являются глухарь, куропатка белая, куропатка серая, рябчик, тетерев, утка местная, утка пролётная, гусь, кулик. Некоторые лесные птицы (дятел, дрозд, синица, кукушка, скворец) приносят пользу, истребляя вредных насекомых. Зимуют в области лишь ворон, воробей, синица, снегирь, дятел; большинство же покидает области, начиная с конца августа.
В водах области водится около 80 видов рыб. Из морских рыб чаще встречаются салака, балтийская (ревельская) килька, треска, морская щука. Из проходных рыб встречаются корюшка, лосось, кумжа, угорь. Среди пресноводных рыб наибольшее значение имеет сиг, также встречаются окунь, судак, лещ, плотва, снеток.
В Красную книгу занесены такие животные как: балтийская кольчатая нерпа, нерпа ладожская, серый тюлень, беркут, змееяд, сапсан, скопа, орлан-белохвост.

## Охрана природы
На территории области созданы и функционируют:
- 1 государственный природный заповедник: Нижне-Свирский (проектируется второй — Ингерманландский)
- 1 федеральный комплексный заказник: Мшинское болото
- 12 региональных комплексных заказников: Белый Камень, Берёзовые острова, Вепсский лес, Выборгский, Гладышевский, Гряда Вярямянселькя, Дубравы у деревни Велькота, Котельский, Лисинский, Раковые озёра, Сяберский, Чистый мох
- 4 региональных гидрологических заказника: Болото Ламминсуо, Болото Озёрное, Глебовское болото, Север Мшинского болота
- 3 региональных ботанических заказника: Гостилицкий, Линдуловская роща, Ракитинский
- 1 региональный орнитологический заказник: Озеро Мелководное
- 2 региональных ландшафтных заказника: Череменецкий, Шалово-Перечицкий
- 16 комплексных памятников природы: Бабинское болото с прилегающими суходолами на болотном массиве «Соколий мох», Болотный массив «Гладкий мох» и долина реки Шарья, Гонтовое болото, Истоки реки Оредеж в урочище «Донцо», Каньон реки Лава, Кокоревский, Лазаревское болото, Низинное болото к западу от деревни Березняк, Озеро Казьян, Озеро Ястребиное, Пожупинское озеро с прилегающими суходолами, Река Рагуша, Саблинский, Сосновые леса на камах в окрестностях посёлка Будогощь, Староладожский, Суходольные острова на болотном массиве «Лисий мох»
- 7 геологических памятников природы: Геологические обнажения девонских и ордовикских пород на реке Саба, Геологические обнажения девона на реке Оредеж и у посёлка Ям-Тесово, Геологические обнажения девона и штольни на реке Оредеж у деревни Борщово (оз. Антоново), Обнажения девона на реке Оредеж у посёлка Белогорка, Остров Густой, Пугаревский, Щелейки
- 2 геологических и гидрологических памятника природы: Озеро Красное, Радоновые источники и озёра в посёлке Лопухинка
- 1 региональный дендрологический парк: Отрадное
- 1 региональный природный парк: Вепсский лес

В 1999 году вышла в свет Красная книга природы Ленинградской области. Первый том посвящён особо охраняемым природным территориям, второй — растениям и грибам, третий — животным.
Самой высокой точкой Ленинградской области является индустриальный объект. Это — две дымовые трубы Киришской ГРЭС высотой по 320 м каждая.